# Ida Aalberg
Ida Emilia Aalberg (née le 4 décembre 1857 à Leppäkoski – morte le 17 janvier 1915 à Pétrograd, Empire russe) est l'actrice finlandaise la plus célèbre de son temps,.